# DNCE
DNCE — американская поп-группа, основанная в 2015 году участником группы Jonas Brothers Джо Джонасом.

## История
Группа Jonas Brothers просуществовала 7 лет и после её распада в 2013 году, никто не мог подумать, что кто-то из братьев (Ник Джонас, Кевин Джонас, Джо Джонас) сможет петь соло. Однако не только бывшему участнику группы Джо Джонасу, но и его брату Нику удалось начать успешную музыкальную карьеру.
Джо опробовал работу диджея и после этого с будущими участниками DNCE решил основать группу. Изначально название коллектива было другим, Ник Джонас рассказал в одном из интервью, что сперва группа его брата называлась SWAY. Это название дало имя их дебютному мини-альбому SWAAY.

## Состав группы
1. Басист/клавишник — Коул Уиттл;
2. Гитаристка — Джинджу Ли;
3. Барабанщик — Джек Лоулесс;
4. Солист — Джо Джонас

Лоулесс — друг братьев Джонас и часто ездил с ними в туры. Уже тогда Джеку и Джо пришла в голову мысль о создании группы. Ли также была знакома с Jonas несколько лет.

## Творчество
В сентябре 2015 года группа DNCE начинает своё «движение» вверх. В том же месяце они выпустили свой дебютный сингл «Cake by the Ocean» и сняли клип. Песня появилась в их первом альбоме SWAAY, который после стал очень успешным в музыкальных чартах. Альбом SWAAY сразу же получил положительные отзывы от критиков. Группа «DNCE» провела турне в конце 2015 года и уже в 2016 выпустила альбом с названием, совпадающем с названием группы DNCE.

## Дискография
Студийные альбомы
- DNCE (2017)

Мини-альбомы
- Swaay (2015)
- People to People (2018)

Синглы
- «Cake by the Ocean» (2015)
- «Toothbrush» (2016)
- «Body Moves» (2016)
- «Kissing Strangers» (при участии Nicki Minaj) (2017)
- «Dance» (2018)
- «Move» (2022)
- «Got Me Good» (2022)